# Filippo Acciaioli
Filippo Acciaioli (ur. 30 marca 1700 w Rzymie, zm. 24 lipca 1766 w Ankonie) – włoski kardynał.

## Życiorys
Urodził się 30 marca 1700 roku w Rzymie, jako syn Ottaviana Acciaoiliego i Mariany Torriglioni. Studiował na La Sapienzy, gdzie uzyskał doktorat utroque iure. Następnie został referendarzem Trybunału Obojga Sygnatur i relatorem Świętej Konsulty. 2 grudnia 1743 roku został tytularnym arcybiskupem Petry, a sześć dni później przyjął święcenia kapłańskie. Sakrę przyjął 21 grudnia. W latach 1744–1754 był nuncjuszem w Szwajcarii, a w okresie 1754–1760 – w Portugalii. 24 września 1759 roku został kreowany kardynałem prezbiterem i otrzymał kościół tytularny Santa Maria degli Angeli. Ponieważ popierał zakon jezuitów i sprzeciwiał się jego kasacie, z Portugalii został wydalony przez pierwszego ministra Sebastiãa Joségo de Carvalho e Melo. W 1763 roku został arcybiskupem ad personam Ankony. Zmarł tamże 24 lipca 1766 roku.